# Cossé-en-Champagne
Pour les articles homonymes, voir Cossé.
Cossé-en-Champagne est une commune française, située dans le département de la Mayenne en région Pays de la Loire, peuplée de 307 habitants.
La commune fait partie de la province historique du Maine, et se situe dans le Bas-Maine.

## Géographie

### Climat
Pour des articles plus généraux, voir Climat des Pays de la Loire et Climat de la Mayenne.
En 2010, le climat de la commune est de type climat océanique dégradé des plaines du Centre et du Nord, selon une étude du CNRS s'appuyant sur une série de données couvrant la période 1971-2000. En 2020, Météo-France publie une typologie des climats de la France métropolitaine dans laquelle la commune est exposée à un climat océanique et est dans la région climatique  Moyenne vallée de la Loire, caractérisée par une bonne insolation (1 850 h/an) et un été peu pluvieux. 
Pour la période 1971-2000, la température annuelle moyenne est de 11,3 °C, avec une amplitude thermique annuelle de 14 °C. Le cumul annuel moyen de précipitations est de 718 mm, avec 12 jours de précipitations en janvier et 6,6 jours en juillet. Pour la période 1991-2020, la température moyenne annuelle observée sur la station météorologique de Météo-France la plus proche, sur la commune de Saint-Loup-du-Dorat à 10 km à vol d'oiseau, est de 12,2 °C et le cumul annuel moyen de précipitations est de 760,0 mm,. Pour l'avenir, les paramètres climatiques de la commune estimés pour 2050 selon différents scénarios d'émission de gaz à effet de serre sont consultables sur un site dédié publié par Météo-France en novembre 2022.

## Urbanisme

### Typologie
Au 1er janvier 2024, Cossé-en-Champagne est catégorisée commune rurale à habitat très dispersé, selon la nouvelle grille communale de densité à sept niveaux définie par l'Insee en 2022.
Elle est située hors unité urbaine. Par ailleurs la commune fait partie de l'aire d'attraction de Sablé-sur-Sarthe, dont elle est une commune de la couronne,. Cette aire, qui regroupe 39 communes, est catégorisée dans les aires de moins de 50 000 habitants,.

### Occupation des sols
L'occupation des sols de la commune, telle qu'elle ressort de la base de données européenne d’occupation biophysique des sols Corine Land Cover (CLC), est marquée par l'importance des territoires agricoles (98,2 % en 2018), une proportion sensiblement équivalente à celle de 1990 (98,5 %). La répartition détaillée en 2018 est la suivante : 
terres arables (46,6 %), prairies (40 %), zones agricoles hétérogènes (11,6 %), forêts (1,8 %). L'évolution de l’occupation des sols de la commune et de ses infrastructures peut être observée sur les différentes représentations cartographiques du territoire : la carte de Cassini (XVIIIe siècle), la carte d'état-major (1820-1866) et les cartes ou photos aériennes de l'IGN pour la période actuelle (1950 à aujourd'hui).

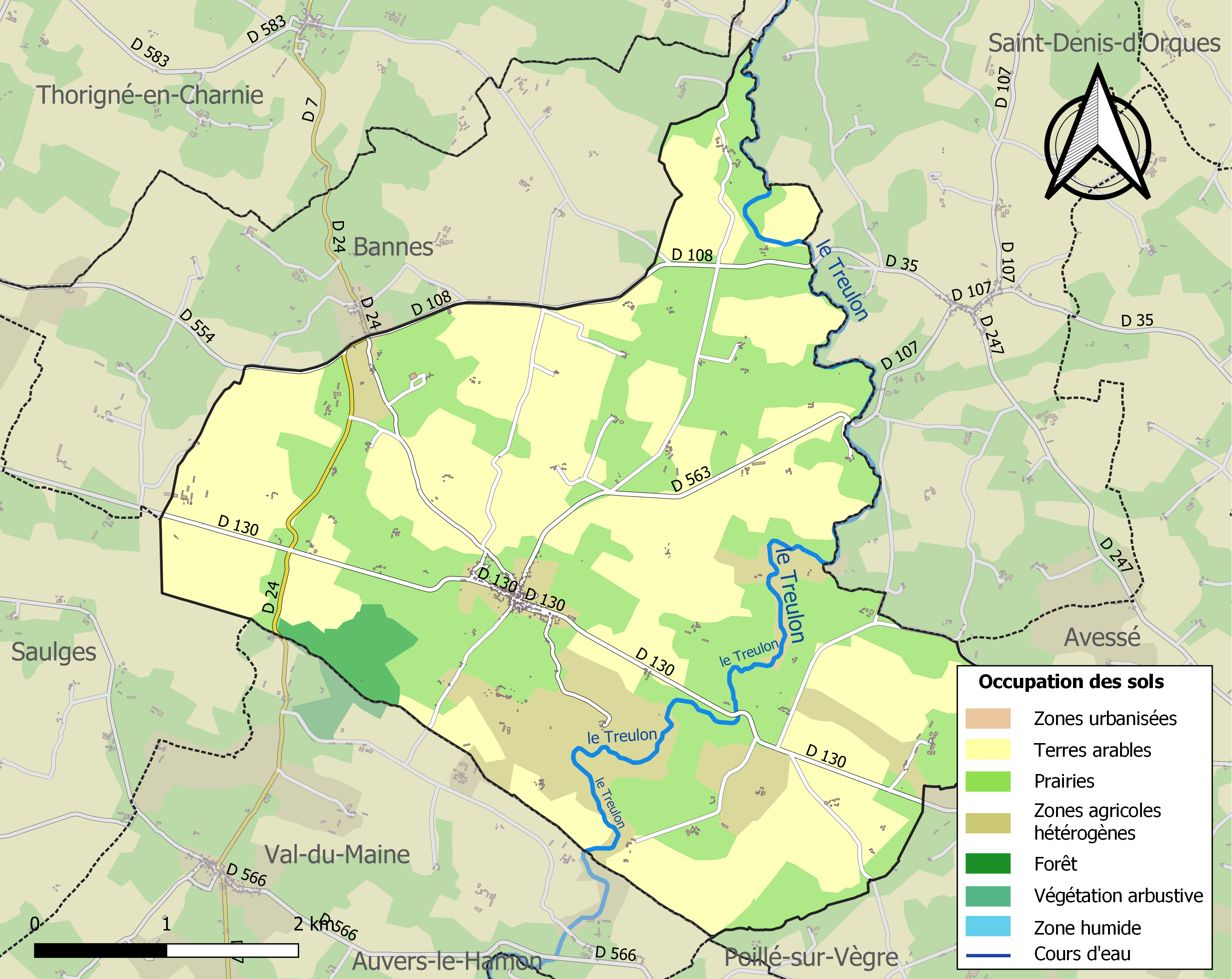
Carte des infrastructures et de l'occupation des sols de la commune en 2018 (CLC).

## Toponymie
Selon Lucien Beszard et Albert Dauzat, on ne dispose que d'une graphie ancienne : de Coceio (XIIIe siècle).
Dans la finale -é, on reconnaît l'évolution normale, pour la région, du suffixe gallo-romain -iacu(m), caractéristique des noms de domaines formés sur un nom de personne. Il s'agit, en l'occurrence, de Coccius, un nom d'origine gauloise dérivé d'un adjectif signifiant « rouge, écarlate ». L'aboutissement du suffixe -iacu pouvant connaître des variantes selon les régions, à Cossé correspondent Coussey dans les Vosges, Coussy dans les Ardennes ou Coussac en Haute-Vienne. Cossé est donc l'appellation du domaine d'un dénommé Coccius (comprenons : "le Rouge").
La détermination -en-Champagne, déjà présente sur la carte de Cassini,  a été officiellement ajoutée en 1801, pour éviter les confusions avec les homonymes : Cossé-le-Vivien en Mayenne et Cossé-d'Anjou dans le Maine-et-Loire. Il s'agit de la Champagne mancelle, pays du Haut-Maine, le terme "champagne" s'appliquant à un paysage plat et ouvert, propice à la culture.
Le gentilé est Cosséen.

## Politique et administration
| Période       | Période        | Identité            | Étiquette | Qualité                                                      |
| ------------- | -------------- | ------------------- | --------- | ------------------------------------------------------------ |
| 1953          |                | Maurice Lefèvre     |           |                                                              |
| juin 1988     | mars 2001      | André Lavoué        |           |                                                              |
| mars 2001     | octobre 2016   | Marie-Claude Morand | UMP       | Présidente de la chambre de métiers de la Mayenne, retraitée |
| octobre 2016  | septembre 2017 | Christian Herbert   |           | Retraité de la gendarmerie                                   |
| décembre 2017 | En cours       | Stéphane Foucher    |           | Responsable de production                                    |

## Population et société

### Démographie
L'évolution du nombre d'habitants est connue à travers les recensements de la population effectués dans la commune depuis 1793. Pour les communes de moins de 10 000 habitants, une enquête de recensement portant sur toute la population est réalisée tous les cinq ans, les populations de référence des années intermédiaires étant quant à elles estimées par interpolation ou extrapolation. Pour la commune, le premier recensement exhaustif entrant dans le cadre du nouveau dispositif a été réalisé en 2006.
En 2022, la commune comptait 307 habitants, en évolution de −2,54 % par rapport à 2016 (Mayenne : −0,73 %, France hors Mayotte : +2,11 %).
| 1793 | 1800 | 1806 | 1821 | 1831 | 1836 | 1841 | 1846 | 1851 |
| ---- | ---- | ---- | ---- | ---- | ---- | ---- | ---- | ---- |
| 770  | 675  | 732  | 874  | 842  | 951  | 965  | 981  | 980  |

| 1856 | 1861 | 1866 | 1872 | 1876 | 1881 | 1886 | 1891 | 1896 |
| ---- | ---- | ---- | ---- | ---- | ---- | ---- | ---- | ---- |
| 958  | 870  | 800  | 757  | 781  | 770  | 716  | 688  | 650  |

| 1901 | 1906 | 1911 | 1921 | 1926 | 1931 | 1936 | 1946 | 1954 |
| ---- | ---- | ---- | ---- | ---- | ---- | ---- | ---- | ---- |
| 637  | 626  | 614  | 561  | 576  | 539  | 528  | 515  | 498  |

| 1962 | 1968 | 1975 | 1982 | 1990 | 1999 | 2006 | 2011 | 2016 |
| ---- | ---- | ---- | ---- | ---- | ---- | ---- | ---- | ---- |
| 467  | 451  | 358  | 317  | 275  | 281  | 325  | 328  | 315  |

| 2021 | 2022 | - | - | - | - | - | - | - |
| ---- | ---- | - | - | - | - | - | - | - |
| 315  | 307  | - | - | - | - | - | - | - |

### Activité et manifestations
- La commune accueille le festival de rock, métal et BD Keudfest[26].
- La commune a pour tradition de célébrer la fête de la Saint-Blaise, en l'hommage du saint patron de la commune[27].

## Culture locale et patrimoine

### Lieux et monuments
L’église paroissiale Notre-Dame, des XIe et XIIe siècles est classée monument historique depuis le 30 janvier 1992. Elle abrite des fresques médiévales.

L'église Notre-Dame
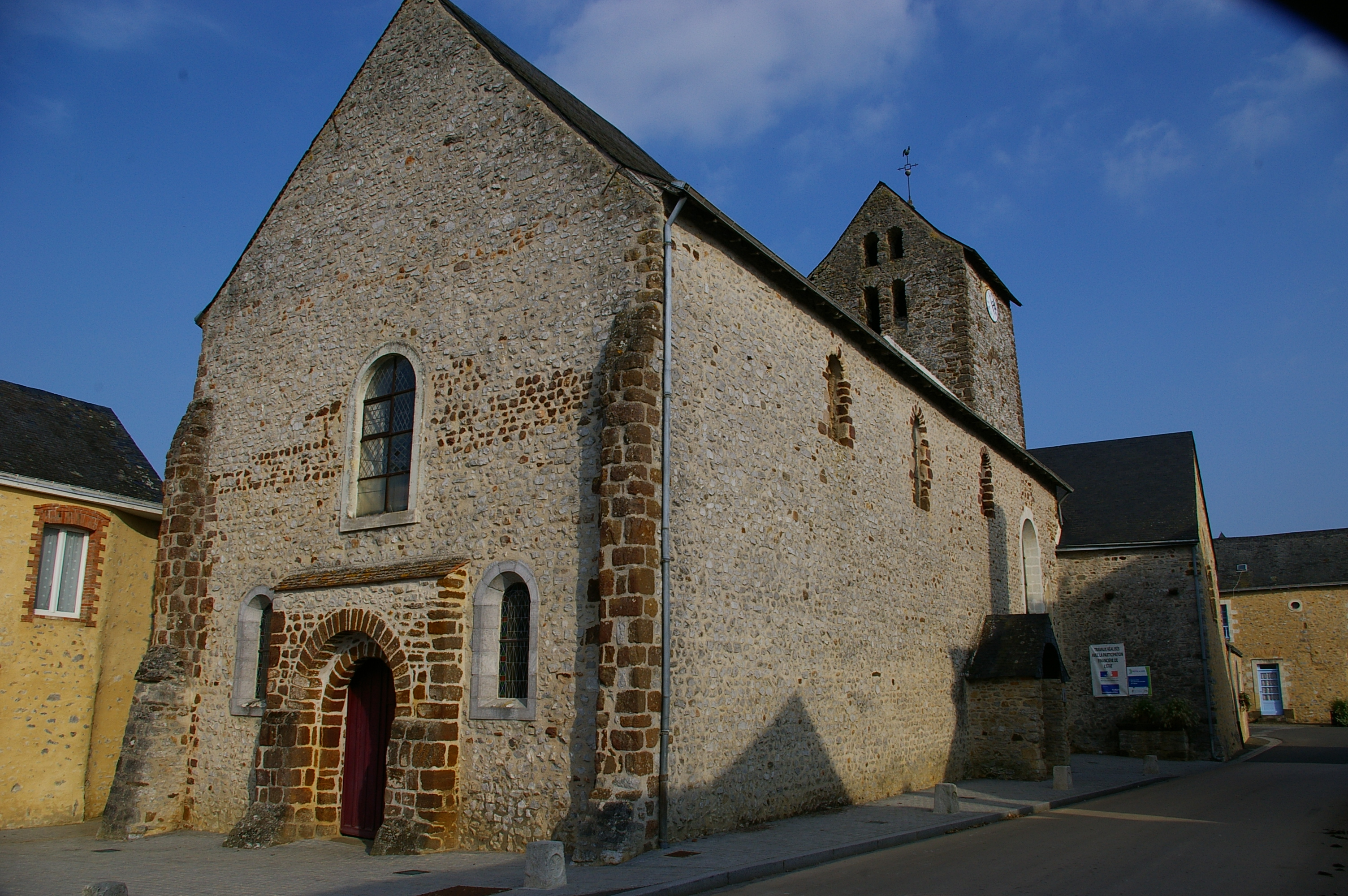
L'extérieur du bâtiment.
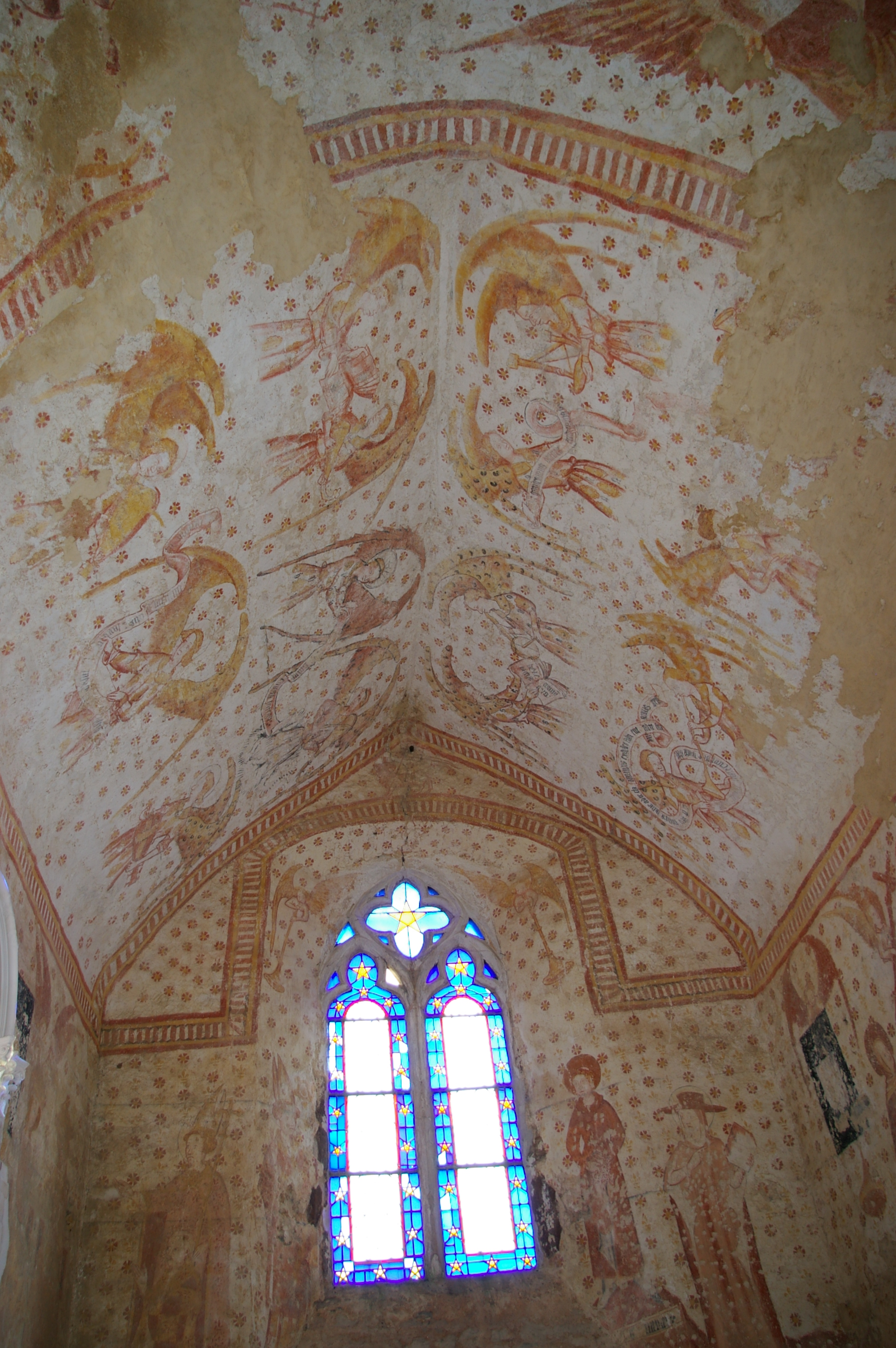
Les fresques (1).
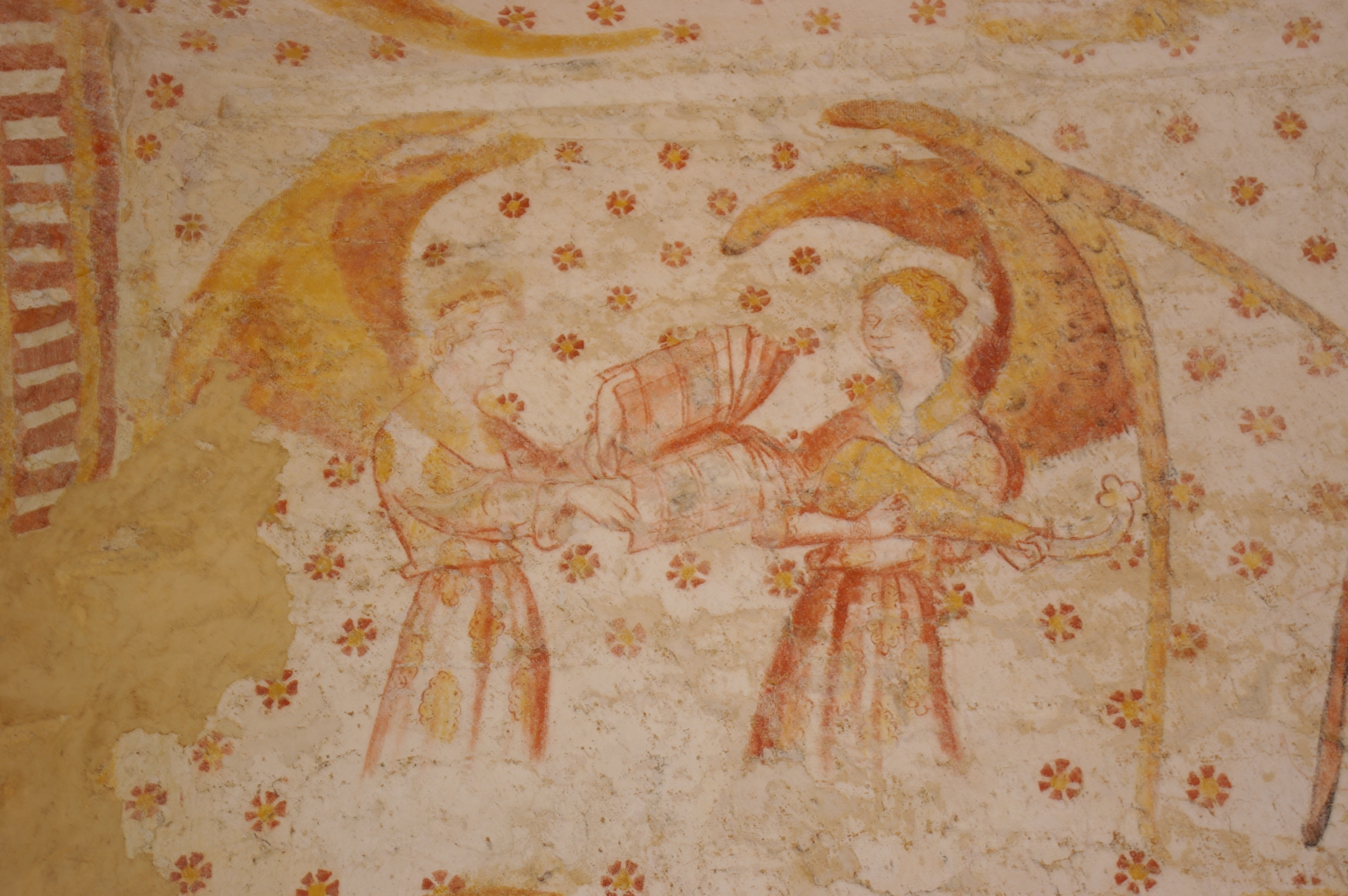
Les fresques).
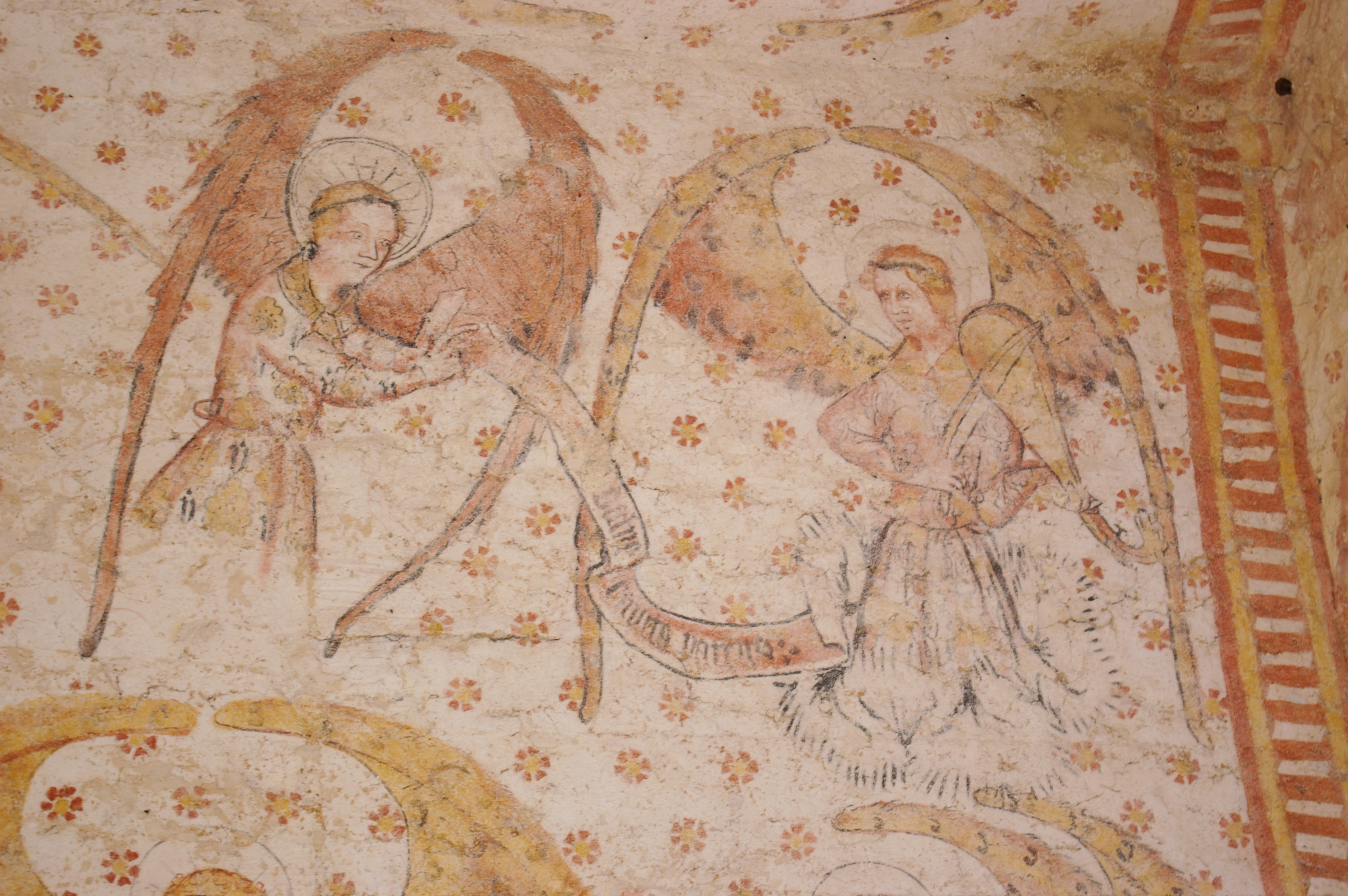
Les fresques.

### Personnalités liées à la commune
- Maison de Cossé-Brissac, famille noble originaire de Cossé-en-Champagne[29].
- Yvonne Beauvais (1901 à Cossé-en-Champagne - 1951), religieuse.